# Cololejeunea parva
Cololejeunea parva là một loài Rêu trong họ Lejeuneaceae. Loài này được Vanden Berghen mô tả khoa học đầu tiên năm 1977.